# Lijst van partners van koningen van Portugal
De koninginnen van Portugal droegen de titel van koningin als vrouw (koningin-gemalin) van de koning van Portugal. Beatrix van Portugal,  Maria I en Maria II waren ook koningin in eigen naam. 

## Huis Bourgondië
|  | Naam                     | Oorspronkelijk huis | Vanaf | Tot  | Vrouw van            |
|  | ------------------------ | ------------------- | ----- | ---- | -------------------- |
|  | Mathilde van Savoye      | Savoye              | 1146  | 1157 | Alfons I             |
|  | Dulce van Barcelona      | Aragon              | 1185  | 1198 | Sancho I             |
|  | Urraca van Castilië      | Castilië            | 1211  | 1220 | Alfons II            |
|  | Mécia Lopes de Haro      | Biskaje             | 1239  | 1246 | Sancho II            |
|  | Mathilde II van Boulogne | Boulogne            | 1248  | 1253 | Alfons III           |
|  | Beatrix van Castilië     | Castilië            | 1253  | 1279 | Alfons III           |
|  | Elisabeth van Portugal   | Aragon              | 1282  | 1325 | Dionysius            |
|  | Beatrix van Castilië     | Castilië            | 1325  | 1357 | Alfons IV            |
|  | Inês de Castro           | Castilië            | 1360  |      | Peter I              |
|  | Leonor Teles de Menezes  | Meneses             | 1372  | 1383 | Ferdinand I          |
|  | Beatrix van Portugal     | Bourgondië          | 1383  | 1385 | Johan I van Castilië |

## Huis Aviz
|  | Naam                    | Oorspronkelijk huis | Vanaf | Tot  | Vrouw van |
|  | ----------------------- | ------------------- | ----- | ---- | --------- |
|  | Filippa van Lancaster   | Lancaster           | 1387  | 1415 | Johan I   |
|  | Eleonora van Trastámara | Aragón              | 1433  | 1438 | Eduard    |
|  | Isabella van Coimbra    | Aviz                | 1447  | 1455 | Alfons V  |
|  | Johanna van Castilië    | Castilië            | 1475  | 1479 | Alfons V  |
|  | Eleonora van Viseu      | Aviz                | 1481  | 1495 | Johan II  |
|  | Isabella van Aragón     | Castilië en Aragon  | 1497  | 1498 | Emanuel I |
|  | Maria van Aragón        | Castilië en Aragon  | 1500  | 1517 | Emanuel I |
|  | Eleonora van Habsburg   | Habsburg, Spanje    | 1518  | 1521 | Emanuel I |
|  | Catharina van Habsburg  | Habsburg            | 1525  | 1557 | Johan III |

## Huis Habsburg
|  | Naam                      | Oorspronkelijk huis | Vanaf | Tot  | Vrouw van  |
|  | ------------------------- | ------------------- | ----- | ---- | ---------- |
|  | Anna van Oostenrijk       | Habsburg            | 1580  | 1580 | Filips I   |
|  | Margaretha van Oostenrijk | Habsburg            | 1599  | 1611 | Filips II  |
|  | Elisabeth van Frankrijk   | Bourbon             | 1621  | 1640 | Filips III |

## Huis Bragança
|  | Naam                                          | Oorspronkelijk huis           | Vanaf     | Tot       | Vrouw/man van                                  | Opmerking |
|  | --------------------------------------------- | ----------------------------- | --------- | --------- | ---------------------------------------------- | --- |
|  | Marie Louise de Guzmán                        | Medina-Sidonia                | 1640      | 1656      | Johan IV                                       | |
|  | Maria Francisca van Nemours                   | Savoye, Frankrijk             | 1666 1668 | 1668 1683 | Alfons VI (1e huwelijk) Peter II (2e huwelijk) | In 1668 werd Maria Francisca's huwelijk met Alfons VI geannuleerd, waarop Maria hertrouwde met Pedro, een jongere broer van Alfons VI |
|  | Maria Sophia van Palts-Neuburg                | Wittelsbach                   | 1687      | 1699      | Peter II                                       | |
|  | Maria Anna van Oostenrijk                     | Habsburg                      | 1708      | 1750      | Johan V                                        | Zij werd moeder van twee Portugese koningen. Koning Jozef I was haar tweede zoon en koning(-gemaal) Peter III was haar vierde zoon. De oudste dochter van Johan V en Maria Anna, Prinses Maria Barbara, trouwde met de Spaanse koning Ferdinand VI. |
|  | Marianne Victoria van Bourbon                 | Bourbon                       | 1750      | 1777      | Jozef I                                        | Dochter van de Spaanse koning Filips V en diens vrouw Elisabetta Farnese. |
|  | Peter III van Portugal                        | Bragança                      | 1777      | 1786      | Maria I                                        | Was een jongere broer van koning Jozef. Trad in 1760 in het huwelijk met prinses Maria Francisca (later Maria I). Toen zij de troon besteeg werd Peter, koning-gemaal als Peter III.                                                                |
|  | Charlotte Joachime van Spanje                 | Bourbon, (Spanje)             | 1816      | 1826      | Johan VI                                       | Dochter van de Spaanse koning Karel IV. |
|  | Leopoldina van Oostenrijk                     | Habsburg                      | 1826      |           | Peter IV                                       | Keizerin van Brazilië, als vrouw van Peter I van Brazilië. Ze werd moeder van Keizer Peter II van Brazilië. |
|  | August van Leuchtenberg                       | Beauharnais                   | 1836      |           | Maria II                                       | Stiefkleinzoon van Keizer Napoleon I van Frankrijk. |
|  | Ferdinand II van Portugal                     | Saksen-Coburg en Gotha        | 1837      | 1853      | Maria II                                       | Was samen met Maria II koning en koningin van Portugal. Hij droeg ook de titel Koning-gemaal. |
|  | Adelheid van Löwenstein-Wertheim-Rosenberg    | Löwenstein-Wertheim-Rosenberg | (1851)    | (1866)    | Michaël I                                      | Adelheid, werd nooit officieel beschouwd als koningin, maar omdat zij de vrouw was van een oud-koning wel doorgaans meegerekend |
|  | Stephanie van Hohenzollern-Sigmaringen        | Hohenzollern-Sigmaringen      | 1858      | 1859      | Peter V                                        | |
|  | Maria Pia van Savoye                          | Savoye, (Italië)              | 1861      | 1889      | Lodewijk I                                     | Dochter van koning Victor Emanuel II van Italië. Jongere zus van de Italiaanse koning Umberto I en van de Spaanse koning Amadeus I. |
|  | Marie Amélie d'Orléans                        | Bourbon                       | 1889      | 1908      | Karel I                                        | Haar man, Carlos I en oudste zoon Lodewijk Filips werden in 1908 vermoord tijdens een opstand tegen de monarchie. Haar jongste zoon besteeg de troon, maar abdiceerde twee jaar later.                                                              |
|  | Augusta Victoria van Hohenzollern-Sigmaringen | Hohenzollern-Sigmaringen      | (1913)    | (1932)    | Emanuel II                                     | Zij was koningin in ballingschap. Haar man, Emanuel II, stierf in 1932. Uit het huwelijk werden geen kinderen geboren. |